# Fort Scott
Fort Scott es una ciudad ubicada en el de condado de Bourbon en el estado estadounidense de Kansas. En el año 2010 tenía una población de 8087 habitantes y una densidad poblacional de 573,55 personas por km².

## Geografía
Fort Scott se encuentra ubicada en las coordenadas 37°50′7″N 94°42′7″O / 37.83528, -94.70194 (37.835180, -94.702015).

## Demografía
Según la Oficina del Censo en 2000 los ingresos medios por hogar en la localidad eran de $26,871 y los ingresos medios por familia eran $34,531. Los hombres tenían unos ingresos medios de $25,919 frente a los $20,583 para las mujeres. La renta per cápita para la localidad era de $14,997. Alrededor del 16.3% de la población estaban por debajo del umbral de pobreza.